# Ivasimizu Azusza
Ivasimizu Azusza (岩清水梓; Hepburn: Azusa Iwashimizu; Takizava, 1986. október 14. –) világbajnok japán válogatott labdarúgó, hátvéd. Jelenleg az NTV Beleza játékosa.

## Pályafutása

### Klubcsapatban
2001 óta az NTV Beleza csapatának játékosa, ahol 123 bajnoki mérkőzésen lépett pályára és 12 gólt szerzett.

### A válogatottban
2006 óta 69 alkalommal szerepelt a japán válogatottban és kilenc  gólt szerzett. Részt vett a 2007-es világbajnokságon és a 2008-as pekingi olimpián. Tagja volt a 2011-es németországi világbajnokságon győztes csapatnak.

## Sikerei, díjai
- Olimpiai játékok
  - ezüstérmes: 2012, London
- Világbajnokság
  - aranyérmes: 2011, Németország